# Représentations diplomatiques au Malawi

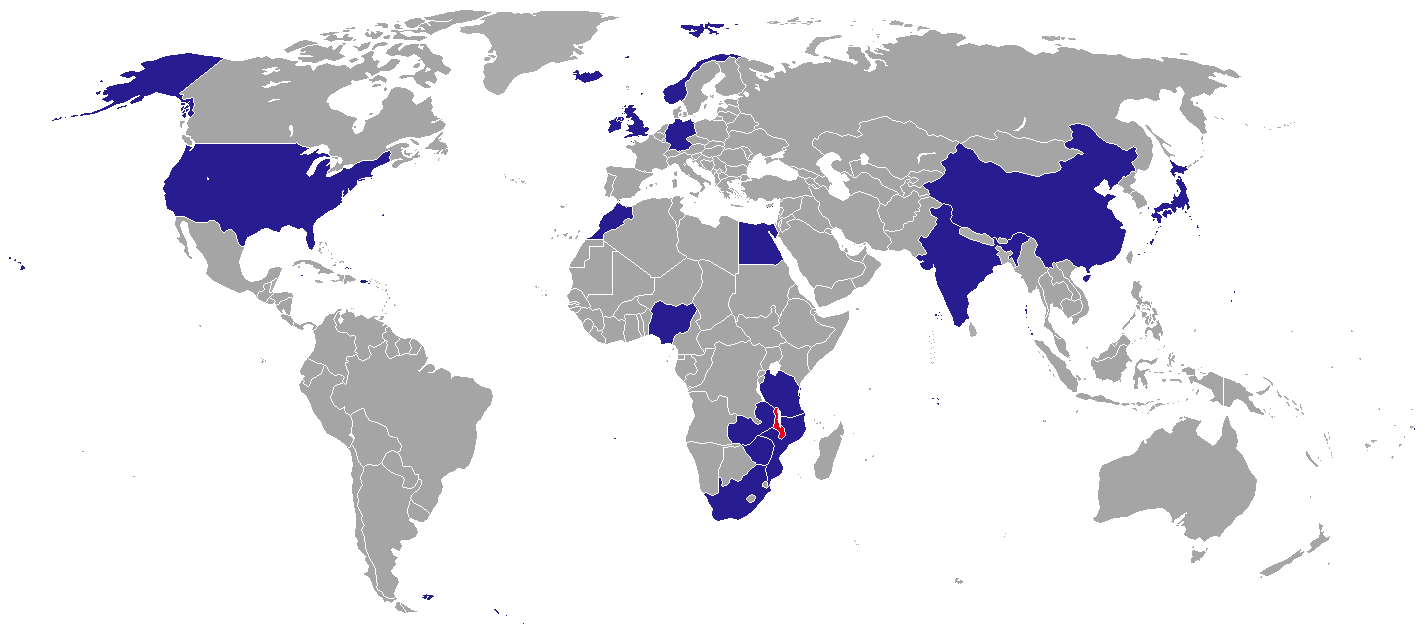
Carte des représentations diplomatiques au Malawi

Voici une liste des représentations diplomatiques au Malawi. Lilongwe accueille 18 ambassades et hauts-commissariats.

## Ambassades et hauts-commissariats
| - Afrique du Sud - Allemagne - Brésil - Chine - Égypte - États-Unis - Inde - Irlande - Islande | - Japon - Mozambique - Nigeria - Norvège - Royaume-Uni - Tanzanie - Vatican - Zambie - Zimbabwe |

## Autres missions
- Union européenne (Délégation)
- France (Bureau de l'ambassade)

## Consulats
Blantyre
- Mozambique (Consulat général)

## Ambassades et hauts-commissariats non résidents
| - Argentine (Pretoria) - Australie (Harare) - Autriche (Harare) - Belgique (Dar es Salam) - Botswana (Harare) - Cameroun (Addis-Abeba) - Canada (Maputo) - Chypre (Pretoria) - Colombie (Pretoria) - Corée du Sud (Pretoria) - Croatie (Pretoria) - Cuba (Lusaka) - Danemark (Maputo) - Espagne (Harare) - Eswatini (Maputo) - Finlande (Lusaka) - France (Lusaka) - Grèce (Harare) | - Indonésie (Harare) - Israël (Nairobi) - Italie (Lusaka) - Lesotho (Pretoria) - Mali (Pretoria) - Malte (La Vallette) - Mexique (Nairobi) - Pologne (Pretoria) - Portugal (Harare) - République arabe sahraouie démocratique (Harare) - Tchéquie (Lusaka) - Roumanie (Harare) - Serbie (Pretoria) - Slovaquie (Pretoria) - Suède (Harare) - Suisse (Harare) - Trinité-et-Tobago (Pretoria) - Viêt Nam (Maputo) |